# شوب غربي
الشَوب الغربي (مُعَرَّب من الإسم الشائع: Western chub) أو جيلا (الاسم العلمي: Gila) هو جنس من الأسماك ينتمي إلى عائلة الشبوطيات، موطنها الولايات المتحدة والمكسيك. يُشار إلى أنواع جيلا مجتمعة باسم الشوب الغربي. يتعرض العديد من أنواع هذا الجنس للخطر أو الانقراض بسبب فقدان الموائل بسبب تحويل أو الإفراط في استخدام موارد المياه، لا سيما في غرب الولايات المتحدة.

## قائِمة الأنواع
مُلاحظة: الأسماء الوّاردة أدناه ستكون أغلبها بالإسم العلمي لعدم توفرّ اسم شائع عربي حاليًا (يتم تحديث القائمة عند إضافة اسم شائع).
- Gila atraria
- Gila brevicauda
- Gila coerulea
- Gila conspersa
- Gila crassicauda
- Gila cypha
- Gila ditaenia
- Gila elegans
- Gila eremica
- Gila intermedia
- Gila minacae
- Gila modesta
- Gila nigra
- Gila nigrescens
- Gila orcuttii
- Gila pandora
- Gila pulchra
- Gila purpurea
- Gila robusta
  - Gila robusta jordani
  - Gila robusta robusta
- Gila seminuda